# Tropiorhynchus umbrinus
Tropiorhynchus umbrinus – gatunek chrząszcza z rodziny poświętnikowatych, podrodziny rutelowatych i plemienia Anomalini.
Gatunek ten opisany został w 1954 roku przez Johanna W. Machatschkego wraz z dwoma innymi, nowymi dla rodzaju: Tropiorhynchus cruciata i T. flava. Oba te gatunki zostały potem zsynonimizowane z T. umbrinus.
Gatunek orientalny, endemiczny dla Indii, gdzie jego lokalizację wskazano jako "Bombay".